# زیردریایی بی-۵۱۵
زیردریایی بی-۵۱۵ (به انگلیسی: Soviet submarine B-515) یک زیردریایی است که طول آن ۹۰٫۱۶ متر (۲۹۵ فوت ۱۰ اینچ) و  ارتفاع آن ۱۴٫۷۲ متر (۴۸ فوت ۴ اینچ) می‌باشد. این زیردریایی  در سال ۱۹۷۶ ساخته شد.